# 西西里岛文蒂米利亚
西西里岛文蒂米利亚（義大利語：Ventimiglia di Sicilia）是意大利西西里大区巴勒莫广域市的一个市镇。总面积26平方公里，人口2103人，人口密度80.9人/平方公里（2009年）。ISTAT代码为082077。